# Luc et Marc Jalabert
Pour les articles homonymes, voir Jalabert.
Luc et Marc Jalabert  est un élevage français de taureaux de combat, créé en 1980 à partir de bétail portugais.

## Présentation et historique
L'élevage d'origine est composé du bétail de Pinto Barreiros et de Parladé-Gamero cívico, deux prestigieuses ganaderías portugaises avec lesquelles les frères Jalabert assurent la continuité du fer du Laget, marque déposée de l'élevage.  
Neuf ans après la création de l'élevage, la maison évolue avec un deuxième fer par l'ajout semental de Los Guateles, les étalons sont remplacés par du bétail issu de la ganadería Juan Pedro Domecq, puis en 1995, soixante dix vaches et deux étalons sont achetés à José Ortega Sánchez, encaste de Marqués de Domecq. 
Par la suite, le matador Jean-Baptiste Jalabert poursuit le renforcement du sang avec des achats de bétail d'Aldeanueva. Cette descendance porte, sur la cuisse, le marquage inversé du fer de Luc et Marc Jalabert. 
Dernièrement, une grande partie de la ganadería de La Gloria (appellation de deux origines : l'encaste Parladé via Jandilla et Daniel Ruiz, et, l'encaste de Domecq par Ibarra) acquise du mexicain José Chaffik, les Jalabert s'associent avec Patrick Laugier (titulaire des fers Dos Hermanas et Piedras Rojas).
En 2011, s'ajoute du bétail en provenance de Roberto Dominguez (la ganadería Valdeterrazo), toujours d’origine Daniel Ruiz. Dès lors, les produits de l'ancien sang seront marqués du fer du Laget, et la descendance des nouveaux du fer de Luc et Marc Jalabert.
L'élevage des « Luc et Marc Jalabert » fait partie de l'Association des éleveurs français de taureaux de combat. Les novillos Jalabert sont très appréciés dans les novilladas et les courses camarguaises.

## Fers
La manade Jalabert est située au mas de la Chassagne, en Camargue (où sont également élevés des chevaux de pure race Camargue).
- Ganaderia du Laget (1984) : fer du Laget. Devise : or et vert[9].
- Ganaderia de "La Chassagne" (1980) : fer de Luc et Marc Jalabert. Devise : blanche[10]. Escoussure : aramon aux deux oreilles[3].

## Dates importantes
- Le 27 mai 1995 à Alès, le bétail a reçu le prix de la meilleure corrida, lors de l'alternative de Gilles Raoux avec Victor Mendes et Rafi camino.
- En 2011, l'élevage a remporté le prix de la temporada « Toros de France » organisé par l'AEFTC.